# Папроцкий, Богдан
Богда́н Стани́слав Папро́цкий (пол. Bogdan Stanisław Paprocki; 23 сентября 1919, Торунь, Польша — 3 сентября 2010, Варшава, Польша) — польский оперный певец (тенор). Член ПОРП с 1948 года.

## Биография
С 1941 года пел в Ансамбле Войска Польского. В 1946—1961 годах солист Силезской оперы (пол. Opera Śląska) в Бытоме. И одновременно с 1957 года солист Театра Вельки (Варшава). Исполнял партии как отечественного так мирового оперного репертуара: Джоаккино Россини, Гаэтано Доницетти, Шарля Гуно, Жоржа Бизе, Джакомо Пуччини, Жака Оффенбаха и других. Много концертировал. Гастролировал во многих странах, в частности в СССР начиная с 1951 года.
Похоронен на кладбище Старые Повонзки в Варшаве

## Оперные партии
- «Галька» Станислав Монюшко — Йонтек
- «Зачарованный замок» («Страшный двор») Станислав Монюшко — Стефан
- «Борис Годунов» Мусоргского — Василий Шуйский

## Награды

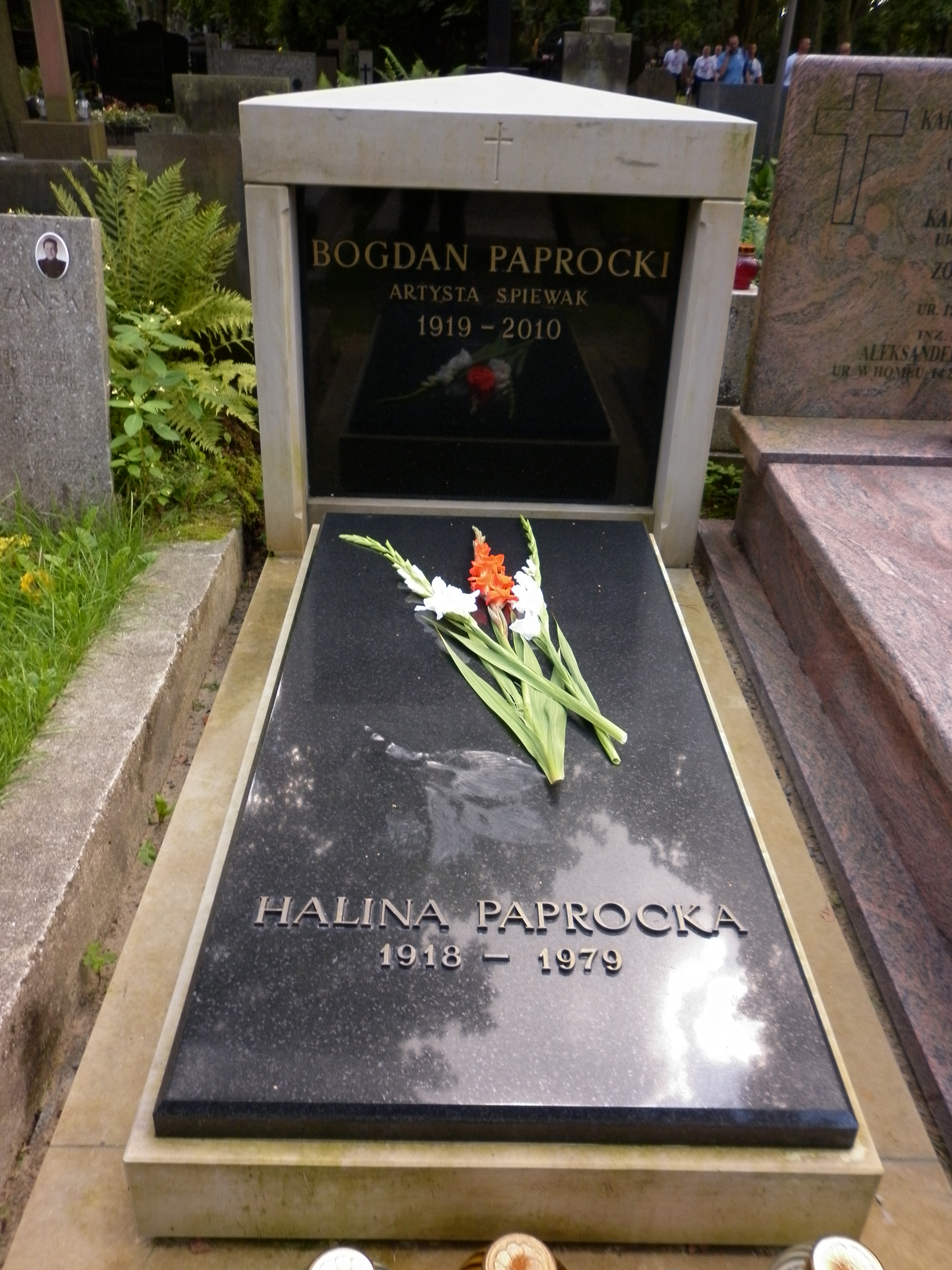
могила Богдана Папроцкого на кладбище Старые Повонзки в Варшаве

- Орден Возрождения Польши
- Орден «Знамя Труда»
- Крест Заслуги (Польша)